# Gales en la Copa Mundial de Rugby
La Selección de rugby de Gales participó en todas las ediciones de la Copa del Mundo de Rugby. Clasificando automáticamente a todos los torneos al alcanzar los cuartos de final en la anterior copa mundial, a excepción de Sudáfrica 1995 cuando clasificó desde eliminatorias. Además organizó la edición de 1999.
Los Dragones Rojos nunca llegaron a una final y solo alcanzaron semifinales en dos ocasiones. Su mejor participación fue obtener el tercer puesto en Nueva Zelanda 1987 y conseguir el cuarto puesto en Nueva Zelanda 2011.

## Nueva Zelanda 1987

### Plantel
Entrenador: Tony Gray

### Participación

#### Grupo B
| Equipo  | Jug. | Gan. | Emp. | Perd. | A favor | En contra | Puntos |
| ------- | ---- | ---- | ---- | ----- | ------- | --------- | ------ |
| Gales   | 3    | 3    | 0    | 0     | 82      | 31        | 6      |
| Irlanda | 3    | 2    | 0    | 1     | 84      | 41        | 4      |
| Canadá  | 3    | 1    | 0    | 2     | 65      | 90        | 2      |
| Tonga   | 3    | 0    | 0    | 3     | 29      | 98        | 0      |

#### Cuartos de final
| 8 de junio de 1987 | Inglaterra | 3 – 16 | Gales                                           | Estadio Ballymore, Brisbane,                                        |                                                                     |
|                    | Pen: Webb  |        | Tries: Roberts Jones Devereux Con: Thorburn (2) | Asistencia: 15,000 espectadores Árbitro(s): René Hourquet (Francia) | Asistencia: 15,000 espectadores Árbitro(s): René Hourquet (Francia) |

#### Semifinales
| 14 de junio de 1987 | Nueva Zelanda                                                                            | 49 – 6  | Gales                       | Estadio Ballymore, Brisbane,                                             |                                                                          |
|                     | Tries: Kirwan (2) Shelford (2) Drake Whetton Stanley Brooke-Cowden Con: Fox (7) Pen: Fox | Reporte | Try: Devereux Con: Thorburn | Asistencia: 22,576 espectadores Árbitro(s): Kerry Fitzgerald (Australia) | Asistencia: 22,576 espectadores Árbitro(s): Kerry Fitzgerald (Australia) |

#### Tercer y cuarto puesto
| 18 de junio de 1987 | Australia                                                       | 21 – 22 | Gales                                                              | Estadio internacional, Rotorua,      |                                      |
|                     | Tries: Burke Grigg Con: Lynagh (2) Pen: Lynagh (2) Drop: Lynagh | Reporte | Tries: Roberts Moriarty Hadley Con: Thorburn (2) Pen: Thorburn (2) | Árbitro(s): Fred Howard (Inglaterra) | Árbitro(s): Fred Howard (Inglaterra) |

## Inglaterra 1991

### Plantel
Entrenador: Alan Davies

### Participación

#### Grupo C
| Equipo    | Gan. | Emp. | Per. | A favor | En contra | Puntos |
| --------- | ---- | ---- | ---- | ------- | --------- | ------ |
| Australia | 3    | 0    | 0    | 79      | 25        | 9      |
| Samoa     | 2    | 0    | 1    | 54      | 34        | 7      |
| Gales     | 1    | 0    | 2    | 32      | 61        | 5      |
| Argentina | 0    | 0    | 3    | 38      | 83        | 3      |

## Sudáfrica 1995

### Plantel
Entrenador:  Alec Evans

### Participación

#### Grupo C
| Equipo        | Gan. | Emp. | Perd. | A favor | En contra | Puntos |
| ------------- | ---- | ---- | ----- | ------- | --------- | ------ |
| Nueva Zelanda | 3    | 0    | 0     | 225     | 45        | 9      |
| Irlanda       | 2    | 0    | 1     | 93      | 94        | 7      |
| Gales         | 1    | 0    | 2     | 89      | 68        | 5      |
| Japón         | 0    | 0    | 3     | 55      | 252       | 3      |

## Gales 1999

### Plantel
Entrenador:  Graham Henry

### Participación

#### Grupo D
| Equipo    | Gan. | Emp. | Per. | A favor | En contra | Puntos |
| --------- | ---- | ---- | ---- | ------- | --------- | ------ |
| Gales     | 2    | 0    | 1    | 118     | 71        | 4      |
| Samoa     | 2    | 0    | 1    | 97      | 72        | 4      |
| Argentina | 2    | 0    | 1    | 83      | 51        | 4      |
| Japón     | 0    | 0    | 3    | 36      | 140       | 0      |

#### Cuartos de final
| 23 de octubre de 1999 | Gales            | 9 – 24  | Australia                                         | Millennium Stadium, Cardiff,                                            |                                                                         |
| 15:00                 | Pen: Jenkins (3) | Reporte | Tries: Gregan (2), Tune Con: Burke (3) Pen: Burke | Asistencia: 72,500 espectadores Árbitro(s): Colin Hawke (Nueva Zelanda) | Asistencia: 72,500 espectadores Árbitro(s): Colin Hawke (Nueva Zelanda) |

## Australia 2003

### Plantel
Entrenador:  Steve Hansen

### Participación

#### Grupo D
| Equipo        | Gan. | Emp. | Per. | A favor | En contra | Extra | Puntos |
| ------------- | ---- | ---- | ---- | ------- | --------- | ----- | ------ |
| Nueva Zelanda | 4    | 0    | 0    | 282     | 57        | 4     | 20     |
| Gales         | 3    | 0    | 1    | 132     | 98        | 2     | 14     |
| Italia        | 2    | 0    | 2    | 77      | 123       | 0     | 8      |
| Canadá        | 1    | 0    | 3    | 54      | 135       | 1     | 5      |
| Tonga         | 0    | 0    | 4    | 46      | 178       | 1     | 1      |

#### Cuartos de final
| 9 de noviembre de 2003 | Inglaterra                                                                 | 28 – 17 | Gales                                                       | Estadio Suncorp, Brisbane,                                          |                                                                     |
|                        | Try: Greenwood 44' Con: Wilkinson Pen: Wilkinson (6) Drop: Wilkinson 80+1' |         | Tries: S. Jones 30' Charvis 35' M. Williams 71' Con: Harris | Asistencia: 45,252 espectadores Árbitro(s): Alain Rolland (Irlanda) | Asistencia: 45,252 espectadores Árbitro(s): Alain Rolland (Irlanda) |

## Francia 2007

### Plantel
Entrenador: Gareth Jenkins

### Participación

#### Grupo B
| Posición | Equipo    | Partidos | Partidos | Partidos | Partidos | Tantos  | Tantos    | Tantos     | Puntos bonus | Puntos |
| Posición | Equipo    | Jug.     | Gan.     | Emp.     | Per.     | A favor | En contra | Diferencia | Puntos bonus | Puntos |
| -------- | --------- | -------- | -------- | -------- | -------- | ------- | --------- | ---------- | ------------ | ------ |
| 1        | Australia | 4        | 4        | 0        | 0        | 215     | 41        | +174       | 4            | 20     |
| 2        | Fiyi      | 4        | 3        | 0        | 1        | 114     | 131       | -17        | 3            | 15     |
| 3        | Gales     | 4        | 2        | 0        | 2        | 163     | 105       | +58        | 4            | 12     |
| 4        | Japón     | 4        | 0        | 1        | 3        | 64      | 210       | -146       | 1            | 3      |
| 5        | Canadá    | 4        | 0        | 1        | 3        | 51      | 120       | -69        | 0            | 2      |

## Nueva Zelanda 2011

### Plantel
Entrenador:  Warren Gatland

### Participación

#### Grupo D
| Posición | Selección | Partidos | Partidos | Partidos | Partidos | Tries a favor | Tantos  | Tantos    | Tantos     | Puntos extra | Puntos |
| Posición | Selección | Jug.     | Gan.     | Emp.     | Per.     | Tries a favor | A favor | En contra | Diferencia | Puntos extra | Puntos |
| -------- | --------- | -------- | -------- | -------- | -------- | ------------- | ------- | --------- | ---------- | ------------ | ------ |
| 1        | Sudáfrica | 4        | 4        | 0        | 0        | 21            | 166     | 24        | +142       | 2            | 18     |
| 2        | Gales     | 4        | 3        | 0        | 1        | 23            | 180     | 34        | +144       | 3            | 15     |
| 3        | Samoa     | 4        | 2        | 0        | 2        | 9             | 91      | 49        | +42        | 2            | 10     |
| 4        | Fiyi      | 4        | 1        | 0        | 3        | 7             | 59      | 167       | −108       | 1            | 5      |
| 5        | Namibia   | 4        | 0        | 0        | 4        | 5             | 44      | 266       | −222       | 0            | 0      |

#### Cuartos de final
| 8 de octubre de 2011 | Irlanda | 10 – 22 | Gales | Estadio Westpac, Wellington,                                          |                                                                       |
| 18:00                |         | Reporte |       | Asistencia: 35.787 espectadores Árbitro(s): Craig Joubert (Sudáfrica) | Asistencia: 35.787 espectadores Árbitro(s): Craig Joubert (Sudáfrica) |

#### Semifinales
| 15 de octubre de 2011 | Gales | 8 - 9   | Francia | Eden Park, Auckland,                                                |                                                                     |
| 21:00                 |       | Reporte |         | Asistencia: 58.630 espectadores Árbitro(s): Alain Rolland (Irlanda) | Asistencia: 58.630 espectadores Árbitro(s): Alain Rolland (Irlanda) |

#### Tercer y cuarto puesto
| 21 de octubre de 2011 | Gales | 18 - 21 | Australia | Eden Park, Auckland,            |                                 |
| 20:30                 |       | Reporte |           | Asistencia: 53.014 espectadores | Asistencia: 53.014 espectadores |

## Inglaterra 2015

### Plantel
Entrenador:  Warren Gatland

### Participación

#### Grupo A
| Posición | Selección  | Partidos | Partidos | Partidos | Partidos | Tries a favor | Tantos  | Tantos    | Tantos     | Puntos extra | Puntos |
| Posición | Selección  | Jug.     | Gan.     | Emp.     | Per.     | Tries a favor | A favor | En contra | Diferencia | Puntos extra | Puntos |
| -------- | ---------- | -------- | -------- | -------- | -------- | ------------- | ------- | --------- | ---------- | ------------ | ------ |
| 1        | Australia  | 4        | 4        | 0        | 0        | 17            | 141     | 35        | 106        | 1            | 17     |
| 2        | Gales      | 4        | 3        | 0        | 1        | 11            | 111     | 62        | 49         | 1            | 13     |
| 3        | Inglaterra | 4        | 2        | 0        | 2        | 16            | 133     | 75        | 58         | 2            | 11     |
| 4        | Fiyi       | 4        | 1        | 0        | 3        | 10            | 84      | 101       | -17        | 1            | 5      |
| 5        | Uruguay    | 4        | 0        | 0        | 4        | 2             | 30      | 226       | -196       | 0            | 0      |

#### Cuartos de final
| 17 de octubre de 2015 | Sudáfrica | 23 - 19 | Gales | Twickenham Stadium, Londres,                                          |                                                                       |
| 16:00                 |           | Reporte |       | Asistencia: 79,572 espectadores Árbitro(s): Wayne Barnes (Inglaterra) | Asistencia: 79,572 espectadores Árbitro(s): Wayne Barnes (Inglaterra) |

## Japón 2019
Clasificado.